# ハワード・ロフマン
ハワード・ロフマン（Howard Louis Roffman、1953年4月18日 - ）は、アメリカ合衆国の法律家で写真家。ペンシルベニア州フィラデルフィア出身、ユダヤ系で白人中流階級地区で育つ。カリフォルニア州弁護士、ワシントンDC弁護士。

## 法律家として
ペンシルベニア大学に入学、フロリダ大学にてlaw degree取得。アメリカ合衆国第5巡回控訴裁判所のlaw clerk、ワシントンのモーガン・ルイス・ボッキウス (Morgan, Lewis & Bockius) 法律事務所で法務の経験を積む。1980年にルーカスフィルムのlegal counsel、すぐにgeneral counsel、1984年にCOOに就任し、1999年よりルーカスライセンシング (Lucas Licensing) のPresidentをつとめ、スター・ウォーズやインディ・ジョーンズのシリーズなど、ルーカスフィルム作品のライセンス管理をしている。
国際ライセンシング産業マーチャンダイザーズ協会 (LIMA) 会員、カリフォルニアとワシントンDCの法曹協会ではinactive member。サンフランシスコ映画協会 (en) 評議員。
1977年には雑誌 Brandweek (en) で、1999年にはEntertainment and Promotional Marketing Associationで、それぞれEntertainment Marketer of the Yearに選ばれている。LIMAは「『スター・ウォーズ』がライセンス・ビジネス全体に大きな影響を与えた」として『スター・ウォーズ』を2005年のベスト・ライセンス賞に選定し、ロフマンは受賞の辞を述べている。

## 写真家として
子供の頃から写真と美しい男性に興味を持っていて、美男子を見るたびに美しさを写真に撮ることを夢見ていた。「美青年のヌード写真で知られる」としばしば言及されるが、本人はヌードや体の部分ではなく肖像であると述べている。1991年に絵はがきとカレンダーを出したのを皮切りに、写真集・展覧会・雑誌掲載などに実績があり、ベル・アミでの製作もある。モデルは街頭・レストラン・ショッピングセンターなどで名刺を配りスカウトしている。作品集はドイツのBruno Gmünder Verlag (de) が出版している。出版社サイトでは21冊の写真集がリストに載っている。